# Tiếng Gujarat
Tiếng Gujarat (ગુજરાતી Gujrātī?) là một ngôn ngữ thuộc ngữ chi Indo-Arya, ngữ tộc Indo-Iran của ngữ hệ Ấn-Âu.
Ngôn ngữ này có nguồn gốc từ một ngôn ngữ được gọi là Tiếng Tây Rajasthan cổ (1100 - 1500 CN, là ngôn ngữ tổ tiên của tiếng Gujarat hiện đại và tiếng Rajasthan. Tiếng Gujarat là ngôn ngữ bản địa của bang Gujarat tại Ấn Độ và cũng là ngôn ngữ chính thức của bang cũng như của các lãnh thổ lân cận là Daman và Diu và Dadra và Nagar Haveli. Có khoảng 46.100.000 người nói tiếng Gujarat trên toàn thế giới, khiến cho đây là ngôn ngữ mẹ đẻ lớn thứ 26 trên thế giới. Cùng với tiếng Romani và tiếng Sindh, ngôn ngữ này là một trong những ngôn ngữ cực tây của nhóm ngôn ngữ Ấn-Arya. Tiếng Gujarat là ngôn ngữ mẹ đẻ của Mahatma Gandhi, là "Người cha của Ấn Độ ", và Muhammad Ali Jinnah là "Người cha của Pakistan" và Sardar Vallabhbhai Patel là "Người đàn ông thép của Ấn Độ".

## Nhân khẩu và phân bổ
Trong số khoảng 46 triệu người nói tiếng Gujarat, khoảng 45.500.000 cư trú ở Ấn Độ, 150.000 ở Uganda, 250.000 ở Tanzania, 50.000 ở Kenya và khoảng 100.000 ở Pakistan. Ngoài ra còn có một cộng đồng lớn nói tiếng Gujarat tại Mumbai, Ấn Độ. Một số lượng người nói tiếng Gujarat đáng kể với gần một triệu, hiện diện tại Bắc Mỹ, chủ yếu là Vùng đô thị thành phố New York và trong khu vực Đại Đô thị Toronto, nhưng cũng có cả ở khu vực đô thị lớn khác của Hoa Kỳ và Canada. Vương quốc Anh có 300.000 người nói ngôn ngữ này, nhiều người trong số họ sống ở khu vực London. Một phần bộ phận người Gujarat ở khu vực Đông Phi, dưới sự gia tăng phân biệt đối xử, chính sách Phi Hóa tại các quốc gia mới độc lập (đặc biệt là Uganda, nơi Idi Amin trục xuất 50.000 người châu Á không chịu theo văn hóa bản địa hoặc cho phép đàn ông Phi kết hôn với phụ nữ Á nhưng không cho đàn ông Á kết hôn với phụ nữ Phi), đã bị trục xuất với sự không chắc chắn về tương lai và quốc tịch. Hầu hết những người có hộ chiếu của Anh Quốc định cư tại nước này.

## Tình trạng
Tiếng Gujarat là một trong 22 ngôn ngữ chính thức và 14 ngôn ngữ địa phương của Ấn Độ. Ngôn ngữ này được chính thức công nhận ở bang Gujarat, Ấn Độ. Các phương ngữ chuẩn được chấp nhận là cách phát âm của khu vực từ Baroda đến Ahmedabad và phía bắc. Danh sách các phương ngữ.[ 1 ]
- Gujarat chuẩn
  - Mehsani
  - Saurashtra chuẩn
  - Nagari
  - Bombay Gujarat
  - Patnuli
- Gamadia
  - Gramya
  - Surti
  - Anavla
  - Bhathla
  - Machi
  - Chỏm Đông Gujarat
  - Charotari
  - Patidari
  - Vadodari
  - Amdavadi
  - pathani
  - Patani
- Parsi
- Kathiyawadi
  - Jhalawadi
  - Sorathi
  - Holadi
  - Gohilwadi
  - Bhavnagari
  - Mer
- Kharva
- Khakari
- Tarimukhi
  - Ghisadi
  - Ghanchi

## Các phương ngữ chính

### Tiếng Gujarat Hindi
Tiếng Gujarat Hindi, được Chính phủ coi là tiêu chuẩn, được giảng dạy trong trường học.

### Tiếng Gujarat Hỏa giáo
Tiếng Gujarat Ba Tư là ngôn ngữ như nói và viết của những người theo Hỏa Giáo. Nó khác với tiếng Gujarat thông thường ở chỗ nó tiếp nhận nhiều từ Ba Tư nguyên bản một cách đáng kể, đặc biệt là liên kết với vấn đề tôn giáo, bên cạnh một loạt các tiếng Ả Rập và các từ khác được lấy từ tiếng Urdu, và ngữ pháp của nó ở trong tình trạng rất bất định và không đồng đều.

## Tiếng Hồi giáo Gujarat
Giống như tiếng Gujarat Hỏa giáo, phương ngữ này sử dụng một số lượng lớn các từ vay mượn từ tiếng Hindustan (và qua đó mượn từ tiếng Ba Tư và tiếng Ả Rập).

## Ngôn ngữ có quan hệ gần gũi
Tiếng Kutchi, còn được gọi là tiếng Khojki, thường được nói đến như là một phương ngữ của tiếng Gujarat, nhưng hầu hết các nhà ngôn ngữ học coi nó gần gũi hơn với tiếng Sindh. Ngoài ra, một hỗn hợp giữa tiếng Sindh, Gujarat, và Kutchi gọi là Memoni có quan hệ xa với tiếng Gujarat.